# Madockawando
Madockawando (* um 1630 in Akadien, heute US-Bundesstaat Maine; † Oktober 1698 in Maine) war ein Ober-Sagamore der Penobscot, einem Stamm der Östlichen Abenaki. Madockawando galt als großer Sagamore und Schamane mit außergewöhnlichen Fähigkeiten.
Das traditionelle Wohngebiet der Penobscot lag beiderseits des Penobscot Rivers in Maine, gehörte im 17. Jahrhundert zur französischen Kolonie Akadien, die durch den Vertrag von Breda von Großbritannien an Frankreich zurückfiel. Madockawando war vom Ober-Sagamore Assaminasqua adoptiert worden und wurde nach dessen Tod sein Nachfolger. Sein Dorf lag in Pentagouet, dem heutigen Ort Castine in Maine. Die Abenaki glaubten, dass große Sagamore besondere spirituelle Kräfte besitzen, die sie in die Lage versetzen, außerordentliche Leistungen zu vollbringen. Madockawando war ein Schamane und hatte den Ruf, ein Wahrsager, Hellseher, Zauberer und Geisterbeschwörer zu sein, was ihn befähigte, als Mittler zwischen seinem Volk und den übernatürlichen Mächten aufzutreten.
Um 1670 kam der französische Baron de Saint-Castin, Offizier der französischen Armee, zu Madockawando, der von dem jungen Mann sehr beeindruckt war. Saint-Castin wurde von den Penobscot adoptiert, eine verbreitete Praxis bei den Indianern Nordamerikas, und lebte eine Zeit lang bei ihnen. 1678 heiratete Saint-Castin eine Tochter Madockawandos namens Pidiwamiska und wurde Häuptling der Penobscot. Im Jahr 1675 brach der King Philip’s War aus. Die Penobscot hatten unter Madockawandos Führung am 6. November 1676 zunächst einen Friedensvertrag mit den Briten in Boston unterzeichnet, traten aber später in den Krieg ein, als einer ihrer Häuptlinge von den Briten getötet wurde. Beraten von Saint-Castin und geführt von Madockawando entwickelten die Abenaki bemerkenswerte kriegerische Fähigkeiten und kontrollierten das Gebiet vom Penobscot River südwärts bis nach Salmon Falls in New Hampshire. Sie zerstörten zahlreiche Siedlungen und Farmen in diesem Gebiet und die Kolonisten flohen nach Süden. Erst als 1678 in Casco ein Friedensvertrag zwischen den Abenaki und Briten abgeschlossen worden war, durften die Farmer zurückkehren, mussten jedoch an die Indianer eine Art Steuer entrichten.
Der Frieden war nur von kurzer Dauer, denn 1688 brach der King William’s War aus. Im gleichen Jahr erschien der britische Gouverneur von New York, Sir Edmund Andros, mit einer Fregatte vor Maines Küste, zerstörte Fort Pentagout und plünderte Saint-Castins Haus. Die Abenaki, nun auf der Seite Frankreichs, waren durch Saint-Castin mit französischen Waffen ausgerüstet worden und nahmen unter Madockawandos Führung die Überfälle auf britische Siedlungen wieder auf. Als die Briten Fort William Henry bei Pemaquid erbauten, schickte er Boten nach Québec, die Gouverneur Frontenac diese Nachricht überbrachten. 1693 konnten die Briten Madockawando für den Abschluss eines Friedensvertrags gewinnen, doch dieser konnte seine Unterhäuptlinge nicht überzeugen, die unter dem Einfluss französischer Missionare standen. Der Krieg an der Siedlungsgrenze Maines wurde bis zum Jahr 1699 fortgesetzt, ein Jahr nach dem Tod Madockawandos im Oktober 1698.
Saint-Castin sollte sein Nachfolger als Ober-Sagamore werden, musste jedoch im Jahr 1701 wegen einer Erbauseinandersetzung nach Frankreich zurückkehren. Sein Sohn Bernard-Anselme – halb Abenaki, halb Franzose – wurde 1704 vom französischen Gouverneur Brouillan Montbeton beauftragt, den Stamm anstelle seines Vaters zu führen. Dieser kehrte nie zurück und starb im Jahr 1707 in Frankreich.